# Laguna Larga, Chiapas
Laguna Larga är en ort i Mexiko.   Den ligger i kommunen Comitán Municipality och delstaten Chiapas, i den sydöstra delen av landet, 800 km öster om huvudstaden Mexico City. Laguna Larga ligger 1 960 meter över havet och antalet invånare är 328.
Terrängen runt Laguna Larga är kuperad åt sydväst, men åt nordost är den platt. Laguna Larga ligger nere i en dal. Runt Laguna Larga är det ganska tätbefolkat, med 100 invånare per kvadratkilometer. I omgivningarna runt Laguna Larga växer i huvudsak blandskog.